# Dichochrysa maghrebina
Dichochrysa maghrebina là một loài côn trùng trong họ Chrysopidae thuộc bộ Neuroptera. Loài này được Hölzel & Ohm miêu tả năm 1984.